# Le Lys et le Serpent
Le Lys et le Serpent (en grec moderne : Όφις και Κρίνο, « Όfis kai Kríno » en français : Serpent et Lys) est le premier roman de l'écrivain grec Níkos Kazantzákis. Il est écrit, probablement à Héraklion, en 1906. L'auteur est âgé de seulement 20 ans quand il achève le livre et le publie sous le pseudonyme littéraire  Kárma Nirvamí
Le livre prend la forme d'un journal intime et y décrit les préoccupations de jeunesse de Kazantzákis pour la vie, la mort, les femmes et l'amour.

## Source
- (el) Cet article est partiellement ou en totalité issu de l’article de Wikipédia en grec moderne intitulé « Όφις και Κρίνο » (voir la liste des auteurs).